# Joseph Arnaouti
Joseph Arnaouti I.C.P.B. (sinh 1936) là một Giám mục người Syria của Giáo hội Công giáo nghi lễ Armenia, trực thuộc Giáo hội Công giáo Rôma. Ông hiện là Đại diện Thượng phụ Vùng Damascus, nghi lễ Armenian. Trước đó, ông còn đảm trách nhiều vị trí khác nhau, gồm Giám mục Giáo triều Armenian, Giám mục phụ tá Giáo phận San Gregorio de Narek en Buenos Aires, tại Argentina, nghi lễ Armenia và Giám mục chính tòa Giáo phận Kameshli, Syria.

## Tiểu sử
Giám mục Joseph Arnaouti sinh ngày 2 tháng 5 năm 1936 tại Alep, thuộc Syria. Sau quá trình tu học dài hạn tại các chủng viện theo quy định từ phía Giáo luật, ngày 5 tháng 4 năm 1969, Phó tế Arnaoiti, 33 tuổi, tiến đến việc được truyền chức linh mục. Tân linh mục là thành viên của Institut du Clergé Patriarcal de Bzommar [viết tắt là I.C.P.B.].
Ngày 21 tháng 8 năm 1989, sau hơn 20 năm thi hành các công việc mục vụ trên tư cách là một linh mục, linh mục Joseph Arnaout, 54 tuổi, được chọn vào hàng ngũ các Giám mục, với vị trí Giám mục chính tòa Giáo phận Kamichlié (Kameshli), nghi lễ Armenian. Lễ tấn phong cho vị giám mục tân cử được tổ chức sau đó không lâu vào ngày 18 tháng 3 năm 1990, với phần nghi thức chính yếu cử hành bởi 3 giáo sĩ cấp cao. Chủ phong cho vị tân giám mục là Thượng phụ Jean Pierre XVIII Kasparian, I.C.P.B, Thượng phụ của Tòa Thượng phụ Cilicia, nghi lễ Armenian. Hai vị còn lại với vai trò phụ phong gồm có Giám mục André Bedoglouyan, I.C.P.B., Giám mục phụ tá Tòa Thượng phụ Cilicia và Giám mục Krikor Ayvazian, nguyên giám mục chính tòa Kamichlié. Bất ngờ, hai năm sau đó, vào ngày 10 tháng 4 năm 1992, Giám mục Arnaouti từ nhiệm khỏi chức danh Giám mục chính tòa Kamichli, nghi lễ Armenia.
Hai năm sau khi từ nhiệm, vị giám mục 58 tuổi được tái nhiệm vào vị trí mới là Giám mục Phụ tá Giáo phận San Gregorio de Narek en Buenos Aires, nghi lễ Armenia, tọa lạc tại Argentina.
Nhiệm vụ của giám mục Joseph Arnaouti tại Argentina cũng nhanh chóng chấm dứt sau ba năm, vì Giám mục này được thuyên chuyển là Giám mục Giáo triều của Giáo hội Armenia và Đại diện Thượng phụ Armenia tại Vùng Damascus. Nhiệm vụ Giáo mục Giáo triều của ông kết thúc sau đó vào năm 1999.